# Barbula grimmiacea
Barbula grimmiacea är en bladmossart som beskrevs av C. Müller 1882. Barbula grimmiacea ingår i släktet neonmossor, och familjen Pottiaceae. Inga underarter finns listade i Catalogue of Life.